# Chucho Merchán
Jesús Alfredo Merchán (24 de diciembre de 1952), más conocido como Chucho Merchán, es un músico colombiano de los géneros rock y pop. Se ha desempeñado en Colombia, Inglaterra, España y México como músico de sesión y productor. Durante la última década ha adelantado una carrera solista.

## Biografía

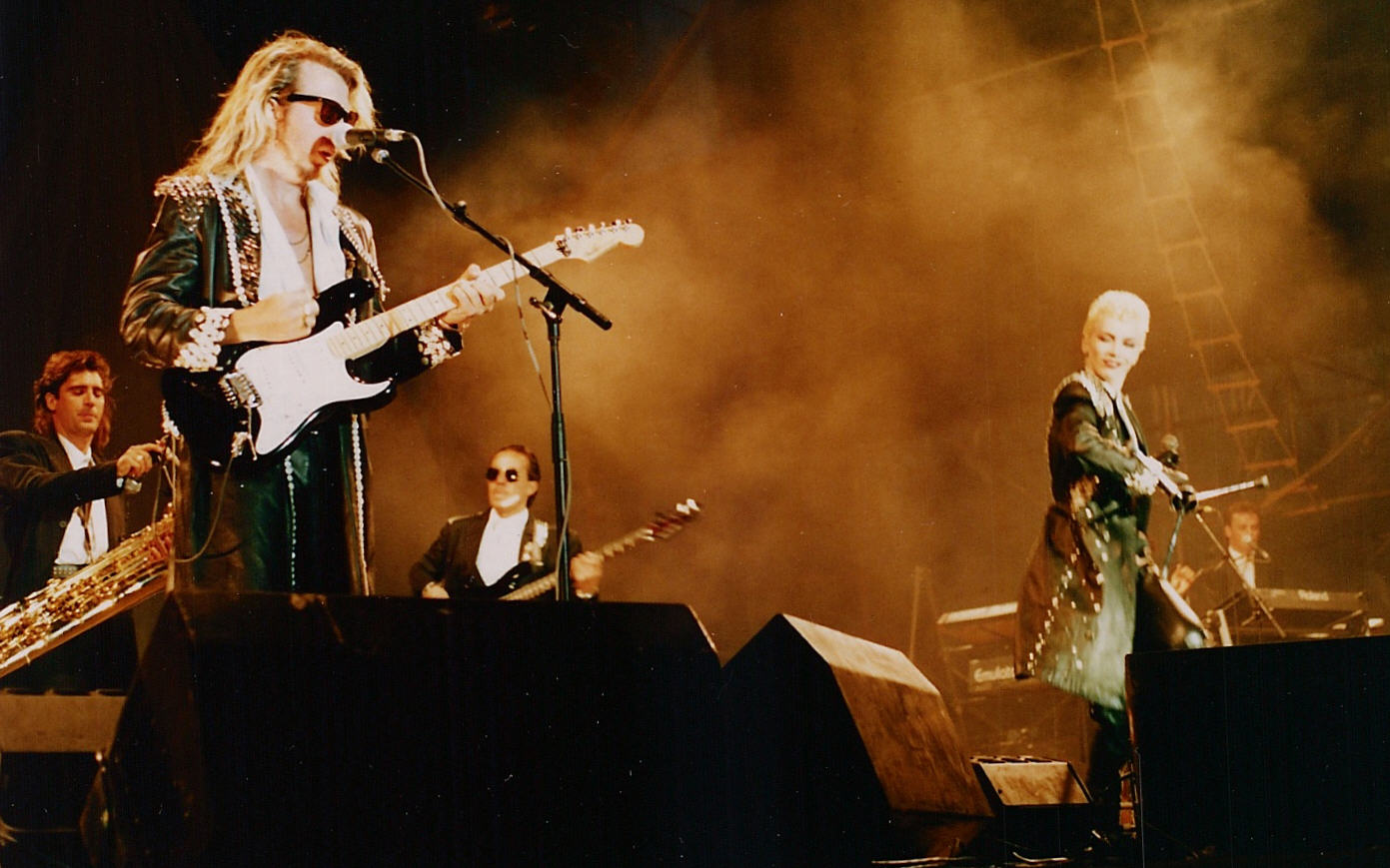
Chucho Merchán interpretando el bajo con Eurythmics (1987).

Jesús "Chucho" Merchán nació en Bogotá el 24 de diciembre de 1952. Desde los trece años inició su formación musical en el Conservatorio Nacional y durante la década de 1960 incursionó en el incipiente movimiento roquero colombiano.
Su aporte más destacado a la primera generación del rock colombiano fue como guitarrista de Malanga, proyecto musical innovador que en 1972 inició con Augusto Martelo, en el que se exploraba la fusión de sonidos latinos y rock, y al que más adelante se unieron Alexei Restrepo (guitarra), Álvaro Galvis (batería) y Carlos Álvarez (percusión). 
En 1974 Malanga se disolvió y Merchán partió para Londres. Luego entró a estudiar en la Universidad de Cambridge donde aprendió composición, orquestación, piano, guitarra clásica, percusión, solfeo, bajo y contrabajo. Estando allí, la orquesta de la universidad le propone tocar el contrabajo, y es en ese contexto donde se adentra en el mundo del jazz. Fue alumno de John Marshall, baterista de Soft Machine, una de las primeras agrupaciones que fusionó jazz y rock en Inglaterra. Y gracias a él conoció al trompetista Ian Carr, el fundador de Nucleus, quien le propuso tocar en su banda.
En 1980 obtiene el grado de Bachelor of Arts. Y ese mismo año trabaja como bajista interno en el bar Ronnie Scott’s Jazz Club, el epicentro de la escena del jazz en el Reino Unido. Así comienza a tocar en el circuito de jazz inglés y americano. Hizo parte del grupo Macondo (que participó en el Festival de Montreux) y del cuarteto de cuerdas Vientos del Sur, con el cual ganó un premio de composición en Cambridge.
En 1983 se une como guitarrista a la banda de Thomas Dolby, uno de los pioneros de la corriente New Wave, y con este grupo hace su primera gira mundial promoviendo el disco Flat Earth.
A raíz de la erupción del volcán Nevado del Ruíz, en 1985, que destruyó Armero y dejó más de 25.000 muertos, organizó un concierto en Londres a beneficio de los damnificados. En este evento participaron David Gilmour de Pink Floyd, Annie Lennox de Eurythmics, Pete Townshend de The Who, Mike Oldfield y otros artistas. Con los fondos adquiridos se hicieron varias obras de caridad en Colombia además de un colegio, un polideportivo y una fábrica de ladrillos que ayudaron a reconstruir muchas vidas. Así nació la fundación sin ánimo de lucro FONEVA, que dirigió hasta 2017 y que se concentró en ayudar a niños y ancianos de bajos recursos, y animales en Colombia.
Siguieron una serie de colaboraciones con destacados protagonistas del pop británico: En 1986 entra a formar parte de la banda The Pretenders con la que graba el disco Get Close y hace varios conciertos. Condujo la Orquesta Filarmónica de Londres en el disco Iron Man de Pete Townshend  y grabó el bajo en Scoop, White City y Deep End Live. También fue director musical para la gira de The Who por la celebración de sus 25 años de existencia. En 1987 se unió a los Eurythmics en la grabación, programación y composición de los discos Revenge, We Too Are One y Peace, y tocó en sus respectivas giras. Trabajó con Annie Lennox en su disco Diva como solista y posteriormente participó en la grabación del disco Red Hot And Blue para ayudar a las víctimas del sida. También con los Eurythmics colaboró en el concierto celebrado en Wembley Stadium para presionar al gobierno surafricano por la liberación de Nelson Mandela.
Posteriormente fue productor de artistas hispanoamericanos como: Fito Páez, Luz Casal, Hernaldo Zúñiga y Robi Draco Rosa y entre 2000 y 2002 fue bajista de la banda mexicana Jaguares. En Colombia se ha destacado su trabajo como productor de Margarita Rosa de Francisco, Ex-3, Los de Adentro y Cabas.
A finales de 1992 volvió a reunir a Roger Daltrey, también de The Who, y a Gilmour entre otros artistas más en el Concierto Mundial por la Vida, presentación realizada en la ciudad de Cali en el marco del encuentro ambientalista Ecomundo-92. Dicho concierto resultó un fracaso debido a la baja asistencia de público, la pobre calidad de sonido y escenario, amenazas por parte del Cartel de Cali y costos de alojamiento incumplidos. Merchán tuvo que asumir gran parte de los gastos, quedando sin fondos, por lo que poco después regresó a Londres.
En el año 2003 decide regresar a Colombia y continuar con su producción musical de manera independiente. Es cuando, su música toma el rumbo particular de su faceta de activista comprometido por las causas sociales, la protección del medio ambiente y la lucha por la defensa de los animales. Desde entonces ha grabado siete discos de manera independiente. Desde 2007 se radicó de manera definitiva en Colombia y en la edición de ese año del festival Rock al Parque presentó su álbum solista De regreso a casa. 
En los últimos años Merchán ha dedicado con su trabajo artístico y toda su vida al activismo por los derechos de los animales y en este sentido a la promoción del veganismo como filosofía ligada a una forma de actuar en el mundo –ética, moral, saludable y ecológica– que se basa en el respeto hacia todos los seres sintientes. Por esta razón su bandera de lucha es la Revolución Vegana y todas las canciones de sus últimos discos dan voz a los animales y hablan de esta lucha humana cuyo objetivo es la liberación animal.
En el año 2015 fue realizado el documental biográfico Vivir Sin Crueldad: La Historia de Chucho Merchán, producido y dirigido por el periodista Daniel Montoya con testimonios de personalidades como Alfonso André, Felipe Szarruk, Mario Muñoz, Alexei Restrepo, Camilo Pombo, Kiko Castro, el propio Chucho Merchán y algunas personas cercanas a él.

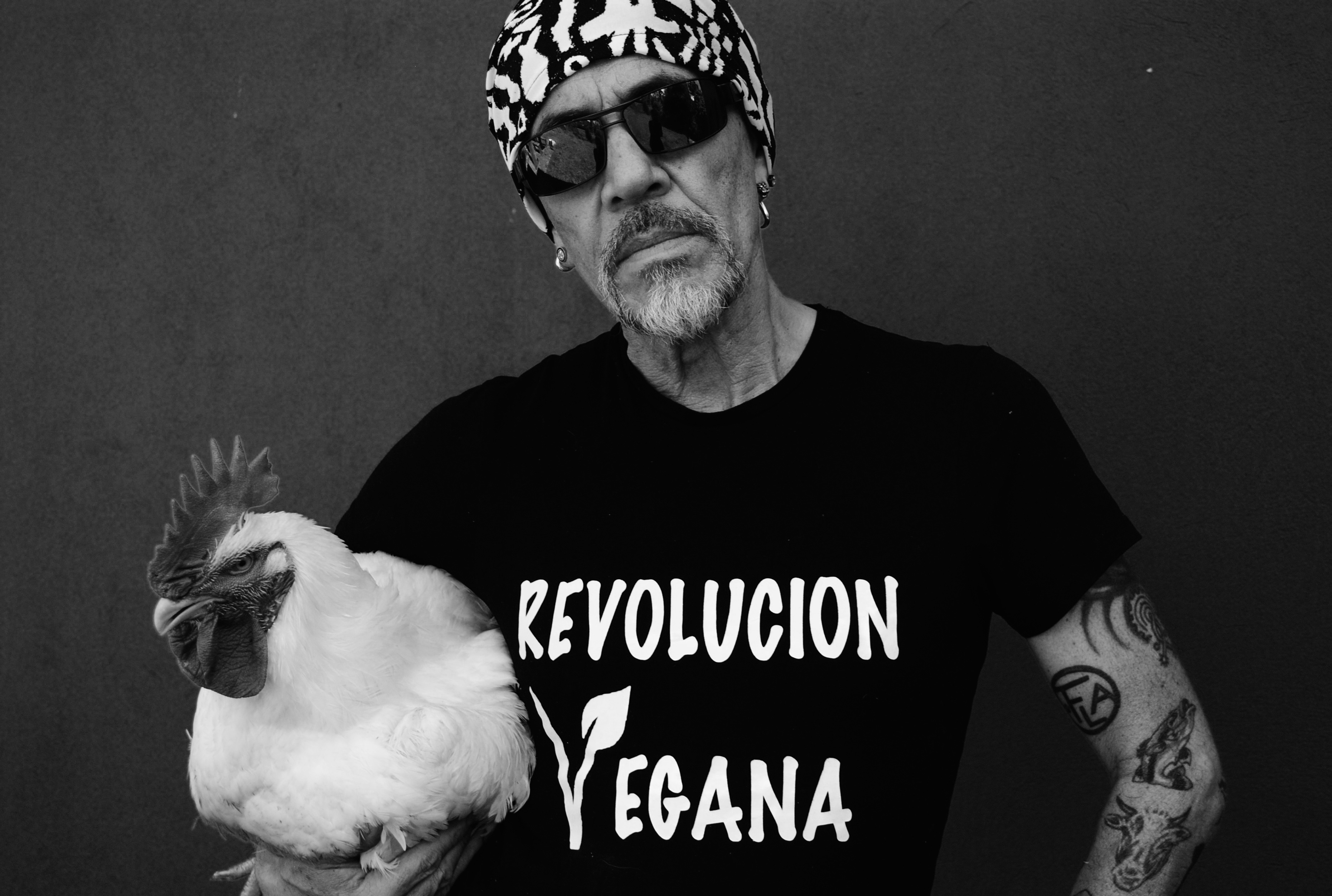
Actualmente Chucho Merchán dedica su trabajo musical a la promoción del veganismo

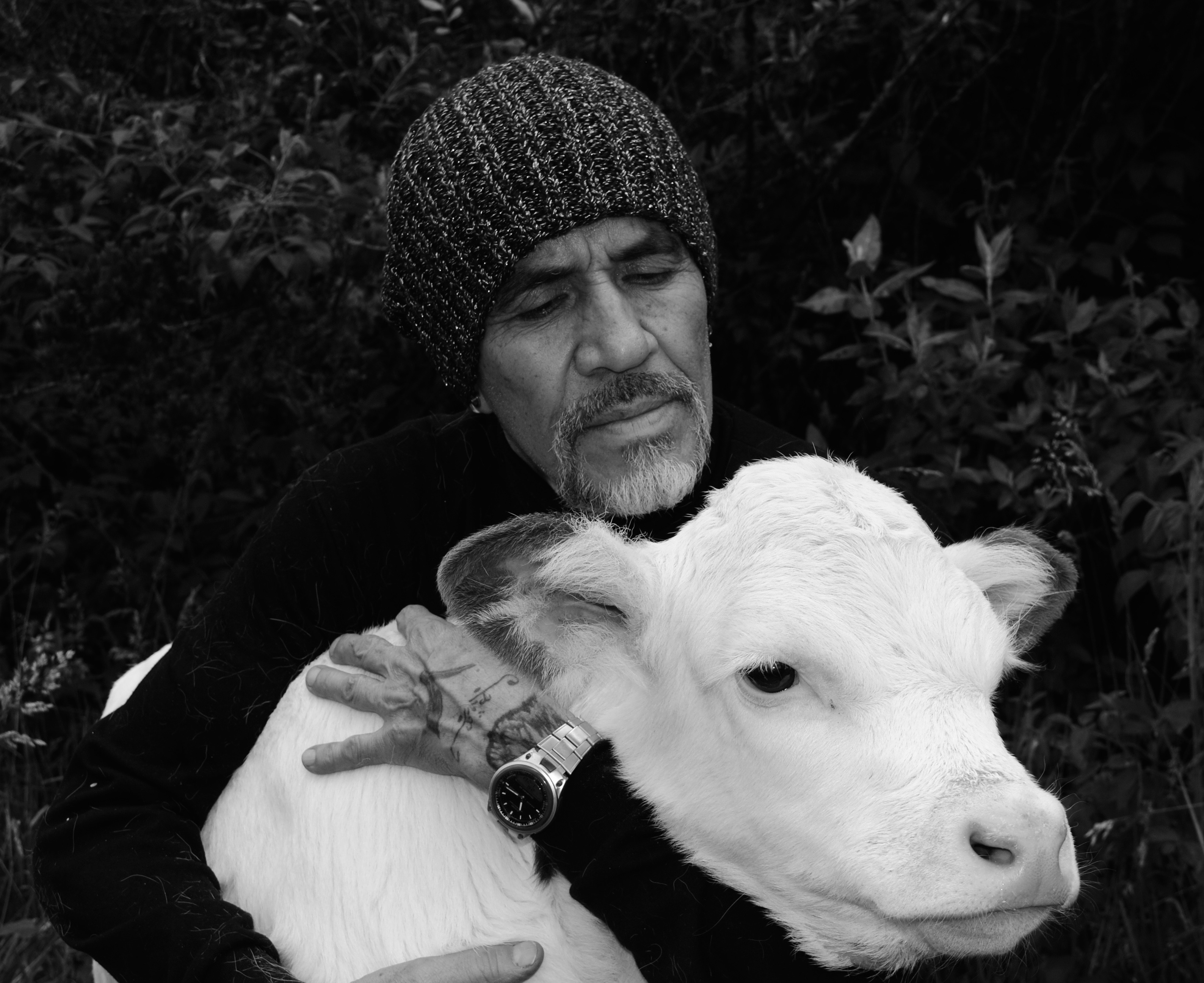
Chucho Merchan músico y activista por los derechos de los animales

## Discografía

### Producciones como solista
- Ocean Songs. Independiente, 1998
- De regreso a casa. Independiente, 2007
- Es ahora o nunca. Independiente, 2009
- Mundo al revés. Independiente, 2011
- Revolución de conciencia. Independiente, 2013
- El pueblo unido. Independiente, 2015
- El poder sagrado de la vida. Independiente, 2017
- Vystopía. Independiente, 2018
- The Voice of Animals. Independiente, 2022

### Videoclips
- CHUCHO MERCHAN - VOLCANO CONCERT - TRAILER)
- EURYTHMICS - CHUCHO MERCHAN)
- Sin amor (2007)
- La ley del rebusque (2010)
- Verde (2010)
- Una verdad (2010)
- Tortura (no es arte ni cultura) (2010)
- Canción a la paz) (2011)
- Olvidados 2012
- Paz en la tierra)(2012)
- liberación animal(2013)
- Mar azul(2014)
- Paul McCartney dice no a las corridas de toros
- Vivir sin crueldad
- Vegano bacano
- Las venas abiertas
- Globalización
- Ecología profunda
- Día tras día (day after day)
- No llores más (Don´t cry no more)
- Only Love
- Chucho Merchan - What About Them?
- Chucho Merchan - Vegan Revolution
- A BASE DE PLANTAS (Plant Based)

### Sitios web
- Sitio web de Chucho Merchán
- Fundación Foneva
- Facebook
- facebook2
- chuchomerchan YouTube
- Instagram
- Twitter

### Antología de colaboraciones
- Won't Get Fooled Again (en la banda de Pete Townshend, 1985)
- There Must Be An Angel (Eurythmics, en el Concierto por Mandela, 1988)
- No me importa nada (Luz Casal, tema coproducido por Merchán, 1989)
- Presentación banda de Pete Townshend (en vivo en Woodstock, 1998)
- Shine On Yor Crazy Diamond (en la banda de David Gilmour, 2001)
- Te lo pido por favor (integrando Jaguares, 2002)

- Datos: Q372418
- Multimedia: Chucho Merchán / Q372418